# Khajurgaon
Khajurgaon fou un estat tributari protegit, una taluka d'Oudh al districte de Rai Bareli. El seu sobirà (rana) governava també la taluka de Thalrai i pertanyia a la família Bachgoti. El 1857 el rana es va posar al costat dels rebels però després es va sotmetre i va fer bons serveis.

## Llista de ranes
- Rana RAGHUNATH SINGH vers 1857
- Rana Sir SHANKAR BAKSH SINGH, vers 1877
- Rana Sir SHEORAJ SINGH, vers 1911
- Rana UMA NATH BAKSH SINGH
- Rana SHIVAMBER SINGH